# Sarcophaga birganjensis
Sarcophaga birganjensis är en tvåvingeart som beskrevs av Sugiyama 1988. Sarcophaga birganjensis ingår i släktet Sarcophaga och familjen köttflugor.
Artens utbredningsområde är Nepal. Inga underarter finns listade i Catalogue of Life.